# Мироновская волость (Александрийский уезд)
Мироновская волость — административно-территориальная единица Александрийского уезда Херсонской губернии.
По состоянию на 1886 год состояла из 1 поселения, 1 сельской общины. Население 1514 человек (757 мужского пола и 757 женского), 515 дворовых хозяйств.
|                        | Площадь (в т. ч. пахотной) |
| ---------------------- | -------------------------- |
| Сельских общин         | 1226 (1148)                |
| Частной собственности  | 1273 (480)                 |
| Казённой собственности | -                          |
| Другой собственности   | 34 (20)                    |
| Всего                  | 2533 (1648)                |

Поселение волости:
- Мироновка — село при ставке в 22 верстах от уездного города, 1514 человек, 257 дворов, православная церковь, почтовая станция, школа, 3 лавки.